# Proservia
| Proservia                                                                                 |
| ----------------------------------------------------------------------------------------- |
| Logotyp Proservia                                                                         |
| Data założenia: 1994 Branża: Outsourcing procesów IT Strona internetowa: www.proservia.pl |

Proservia – przedsiębiorstwo zajmujące się zarządzaniem infrastrukturą IT, będące częścią ManpowerGroup. Oferuje usługi w dziedzinie outsourcingu procesów End User Support oraz IT Infrastructure Management. Posiada własne Centra Usług we Francji, Polsce i Wielkiej Brytanii, świadczy też usługi bezpośrednio w lokalizacjach swoich klientów.

## Historia
- 1994 r. – powstanie przedsiębiorstwa Proservia[3][4]
- 2011 r. – Proservia staje się częścią ManpowerGroup[5]
- 2014 r. – Proservia przejmuje firmę Eurilogic Polska
- 2016 r. – Proservia funkcjonuje w Polsce pod własną marką

## Usługi
- Organizacja IT zarządzana w lokalizacji klienta i/lub zdalnie
- Outsourcing procesów IT
- Usprawnianie usług
- Kontrola nad procesem dostarczania usług (raportowanie, spotkania, audyty, badania satysfakcji) w celu osiągnięcia uzgodnionych poziomów SLA
- Usługi zarządzane według Quality Service Plan, oparte na Services Convention dla dobrze zdefiniowanego zakresu